# Sixième district congressionnel du Michigan
Le 6e district congressionnel du Michigan est un district situé dans le sud-est du Michigan. En 2022, le district a été redessiné pour être centré autour d'Ann Arbor et du Comté de Washtenaw, ainsi que de l'ouest et du sud du Comté de Wayne, d'une petite partie du sud-ouest du Comté d'Oakland et de la ville de Milan dans le Comté de Monroe. Dans les redécoupages précédents, le 6e district comprenait tous les comtés de Berrien, Cass, Kalamazoo, St. Joseph et Van Buren, et comprend la majeure partie du Comté d'Allegan.
Le district est actuellement représenté par la Démocrate Debbie Dingell, qui représentait auparavant l'ancien 12e district.

## Histoire
Le 6e district congressionnel du Michigan a été formé à l'origine en 1862. À cette époque, il comprenait toute la péninsule supérieure, à l'exception des comtés de Menominee, Delta et Mackinac.
Le district était vaguement contigu, dans le sens où il ne contenait pas le Détroit de Mackinac mais comprenait le Comté de Presque Isle, qui peut être atteint sans passer par la zone d'un autre district. Il comprenait 21 autres comtés de la péninsule inférieure. La limite sud du district était formée par les comtés de Clinton, Shiawassee, Genesee, Tuscola et Huron. Le district comptait 97 783 habitants.
En 1872, le 6e district fut déplacé vers le sud. Il a conservé les comtés de Clinton, Shiawassee et Genesee tout en ajoutant les comtés d'Ingham, Livingston et Oakland. Avec 163 000 habitants, le district comptait 12 000 habitants de plus que le district le plus peuplé suivant et 65 000 habitants de plus que le district le moins peuplé du Michigan.
En 1882, le Comté de Shiawassee a été retiré du district. Le nouveau quartier comptait environ 165 000 habitants. En 1892, le Comté de Clinton fut supprimé, mais les townships de Livonia, Nankin (aujourd'hui Westland, Michigan et villes environnantes), Redford (y compris la partie orientale depuis annexée par Detroit), Greenfield (presque tous maintenant à Detroit, à l'exception de la partie devenue Highland Park, Springwells (annexés depuis par Detroit et Dearborn) et Dearborn dans le Comté de Wayne ont été ajoutés, ainsi que la partie de Detroit à l'ouest de Lawton. Ce nouveau district comptait 190 539 habitants, dont 0,8 % d'Afro-américains.
Aucun changement n'a été apporté aux limites du district en 1902. Sa population s'était élevée à 221 699 habitants.
Il faudra attendre 1932 pour que les limites du 6e district soient modifiées. Cette année-là, il a perdu certaines parties des comtés d'Oakland et de Wayne et a été transféré aux comtés d'Ingham, Livingston et Genesee. Ces limites n'ont été modifiées qu'en 1964, lorsque le district a été redessiné pour couvrir les comtés de Jackson, Ingham et Shiawassee.
En 1972, le district a été redessiné pour inclure les comtés de Jackson, Ingham et Livingston, ainsi que la partie ouest du Comté de Washtenaw.
En 1982, le district a été redessiné pour englober les comtés d'Ingham, Livingston et du nord-ouest d'Oakland, avec un doigt s'étendant jusqu'à Pontiac. Le Township de Waterford faisait partie du district, tout comme Auburn Hills, mais le Township d'Orion, Rochester Hills et Bloomfield Hills se trouvaient tous dans d'autres districts. Les limites comprenaient également le Township d'Independence, le Township de White Lake, le Township de Rose, le Township de Springfield et le Township de Highland. Brighton et les zones situées directement à l'est dans le Comté de Livingston ne faisaient pas non plus partie de ce district. La majeure partie de Lansing a été placée dans le 3e district. Dans le Comté de Jackson, le district couvrait le Township d'Henrietta, le Township de Rives et le Township de Tompkins. Dans le Comté de Clinton, cela comprenait le Township de Bath. Dans le Comté de Shiawassee, le district comprenait le Township d'Antrim, le Township de Perry, Perry et le Township de Woodhull.
En 1992, la majeure partie du territoire de l'ancien 6e est devenue le 8e district, tandis que le 6e a été redessiné pour couvrir la majeure partie de l'ancien 4e et une petite partie de l'ancien 3e, mettant fin à la division du Comté de Kalamazoo entre deux districts. Des changements mineurs ont été apportés aux limites des districts en 2002 et 2012.

## Géographie
| #   | Comté     | Siège     | Population |
| --- | --------- | --------- | ---------- |
| 115 | Monroe    | Monroe    | 155 045    |
| 125 | Oakland   | Pontiac   | 1 270 426  |
| 161 | Washtenaw | Ann Arbor | 365 536    |
| 163 | Wayne     | Detroit   | 1 751 169  |

### Villes et townships de 10 000 personnes ou plus
- Ann Arbor – 119 381
- Canton Township – 98 659
- Novi – 66 243
- Ypsilanti Charter Township – 55 670
- Pittsfield Charter Township – 39 147
- Brownstown Charter Township – 33 194
- Northville Charter Township – 31 758
- Van Buren Township – 30 375
- Plymouth Charter Township – 27 938
- Ypsilanti – 20 648
- Trenton – 18 544
- Scio Township – 17 552
- Superior Township – 14 832
- Woodhaven – 12 941
- Riverview – 12 490
- Grosse Ile Township – 10 788
- Flat Rock – 10 541

### Villes de 2500 à 10 000 personnes
- Sumpter Township – 9660
- Plymouth – 9313
- York Township – 9108
- Saline – 8948
- Northfield Township – 8514
  - Whitmore Lake (en partie) – 7584
- Augusta Charter Township – 7083
- Salem Township – 7018
- Dexter Township – 6696
- Webster Township – 6575
- Lodi Township – 6417
- Northville – 6119
- Milan – 6079
- Chelsea – 5467
- Gibraltar – 4997
- Ann Arbor Charter Township – 4673
- Manchester Township – 4626
- Dexter – 4500
- Lima Township – 4024
- Belleville – 4008
- Sylvan Township – 3311
- Rockwood – 3240
- Lyndon Township – 2656

## Historique de vote
| Année | Poste     | Résultats               |
| ----- | --------- | ----------------------- |
| 1992  | Président | Clinton 39,0 % - 38,0 % |
| 1996  | Président | Clinton 46,0 % - 44,0 % |
| 2000  | Président | Bush 52,0 % - 45,0 %    |
| 2004  | Président | Bush 53,0 % - 46,0 %    |
| 2008  | Président | Obama 54,0 % - 45,0 %   |
| 2012  | Président | Romney 50,0 % - 49,0 %  |
| 2016  | Président | Trump 51,0 % - 43,0 %   |
| 2020  | Président | Trump 51,0 - 47,0 %     |

## Liste des Représentants du district
| Membre                          | Parti       | Années                            | Congrès     | Histoire électorale |
| ------------------------------- | ----------- | --------------------------------- | ----------- | --- |
| District établit le 4 mars 1863 |             |                                   |             | |
| John F. Driggs (en)             | Républicain | 4 mars 1863 - 3 mars 1869         | 38e - 40e   | Élu en 1862. Réélu en 1864. Réélu en 1866. Retrait. |
| Randolph Strickland (en)        | Républicain | 4 mars 1869 - 3 mars 1871         | 41e         | Élu en 1868. perd sa renomination. |
| Jabez G. Sutherland (en)        | Démocrate   | 4 mars 1871 - 3 mars 1873         | 42e         | Élu en 1870. Retrait. |
| Josiah Begole (en)              | Républicain | 4 mars 1873 - 3 mars 1875         | 43e         | Élu en 1872. perd sa réélection. |
| George H. Durand (en)           | Démocrate   | 4 mars 1875 - 3 mars 1877         | 44e         | Élu en 1874. perd sa réélection. |
| Mark S. Brewer (en)             | Républicain | 4 mars 1877 - 3 mars 1881         | 45e, 46e    | Élu en 1876. Réélu en 1878. Retrait. |
| Olivier L. Spaulding (en)       | Républicain | 4 mars 1881 - 3 mars 1883         | 47e         | Élu en 1880. perd sa réélection. |
| Edwin B. Winans                 | Démocrate   | 4 mars 1883 - 3 mars 1887         | 48e, 49e    | Élu en 1882. Réélu en 1884. Retrait. |
| Mark S. Brewer (en)             | Républicain | 3 mars 1887 - 3 mars 1891         | 50e, 51e    | Élu en 1886. Réélu en 1888. Retrait. |
| Byron G. Stout (en)             | Démocrate   | 3 mars 1891 - 3 mars 1893         | 52e         | Élu en 1890. perd sa réélection. |
| David D. Aitken                 | Républicain | 4 mars 1893 - 3 mars 1897         | 53e, 54e    | Élu en 1892. Réélu en 1894. Retrait pour se présenter comme Gouverneur du Michigan. |
| Samuel W. Smith (en)            | Républicain | 4 mars 1897 - 3 mars 1915         | 55e - 63e   | Élu en 1896. Réélu en 1898. Réélu en 1900. Réélu en 1902. Réélu en 1904. Réélu en 1906. Réélu en 1908. Réélu en 1910. Réélu en 1912. Retrait. |
| Patrick H. Kelley (en)          | Républicain | 4 mars 1915 - 3 mars 1923         | 64e - 67e   | Redécoupage vers le district at-large et réélu en 1914. Réélu en 1916. Réélu en 1918. Réélu en 1920. Retrait pour se présenter comme Sénateur des États-Unis. |
| Grant M. Hudson (en)            | Républicain | 4 mars 1923 - 3 mars 1931         | 67e - 71e   | Élu en 1922. Réélu en 1924. Réélu en 1926. Réélu en 1928. perd sa renomination. |
| Seymour H. Person (en)          | Républicain | 4 mars 1931 - 3 mars 1933         | 72e         | Élu en 1930. perd sa réélection. |
| Claude E. Cady (en)             | Démocrate   | 4 mars 1933 - 3 janvier 1935      | 73e         | Élu en 1932. perd sa réélection. |
| William W. Blackney (en)        | Républicain | 3 janvier 1935 - 3 janvier 1937   | 74e         | Élu en 1934. perd sa réélection. |
| Andrew J. Transue (en)          | Démocrate   | 3 janvier 1937 - 3 janvier 1939   | 75e         | Élu en 1936. perd sa réélection. |
| William W. Blackney (en)        | Républicain | 3 janvier 1939 - 3 janvier 1953   | 76e - 82e   | Élu en 1938. Réélu en 1940. Réélu en 1942. Réélu en 1944. Réélu en 1946. Réélu en 1948. Réélu en 1950. Retrait. |
| Kit Clardy (en)                 | Républicain | 3 janvier 1953 - 3 janvier 1955   | 83e         | Élu en 1952. perd sa réélection. |
| Donald Hayworth (en)            | Démocrate   | 3 janvier 1955 - 3 janvier 1957   | 84e         | Élu en 1954. perd sa réélection. |
| Charles E. Chamberlain (en)     | Républicain | 3 janvier 1957 - 31 décembre 1974 | 85e - 93e   | Élu en 1956. Réélu en 1958. Réélu en 1960. Réélu en 1962. Réélu en 1964. Réélu en 1966. Réélu en 1968. Réélu en 1970. Réélu en 1972. Retrait et démissionne plus tôt. |
| Vacant                          | Vacant      | 31 décembre 1974 - 3 janvier 1975 | 93e         | |
| Bob Carr                        | Démocrate   | 3 janvier 1975 - 3 janvier 1981   | 94e - 96e   | Élu en 1974. Réélu en 1976. Réélu en 1978. perd sa réélection. |
| Jim Dunn                        | Républicain | 3 janvier 1981 - 3 janvier 1983   | 97e         | Élu en 1980. perd sa réélection. |
| Bob Carr                        | Démocrate   | 3 janvier 1983 - 3 janvier 1993   | 98e - 102e  | Élu en 1982. Réélu en 1984. Réélu en 1986. Réélu en 1988. Réélu en 1990. Redécoupage vers le 8e district. |
| Fred Upton                      | Républicain | 3 janvier 1993 - 3 janvier 2023   | 103e - 117e | Redécoupage depuis le 4e district et réélu en 1992. Réélu en 1994. Réélu en 1996. Réélu en 1998. Réélu en 2000. Réélu en 2002. Réélu en 2004. Réélu en 2006. Réélu en 2008. Réélu en 2010. Réélu en 2012. Réélu en 2014. Réélu en 2016. Réélu en 2018. Réélu en 2020. Redécoupage vers le 4e district et se retire. |
| Debbie Dingell                  | Démocrate   | 3 janvier 2023 - Présent          | 118e        | Redécoupage depuis le 12e district et réélue en 2022. |

## Résultats des récentes élections
Voici les résultats des dix précédents cycles électoraux dans le district.

## Frontières historiques du district

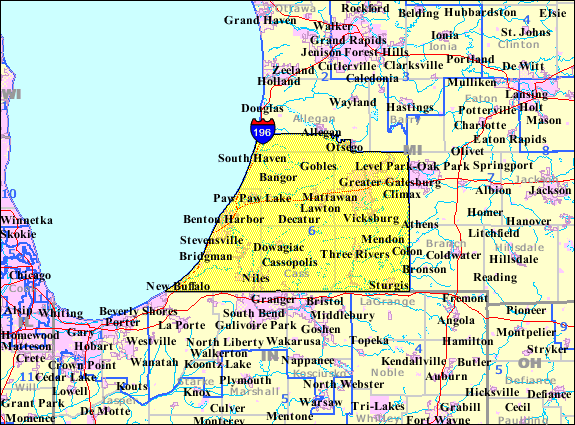
1993 - 2003

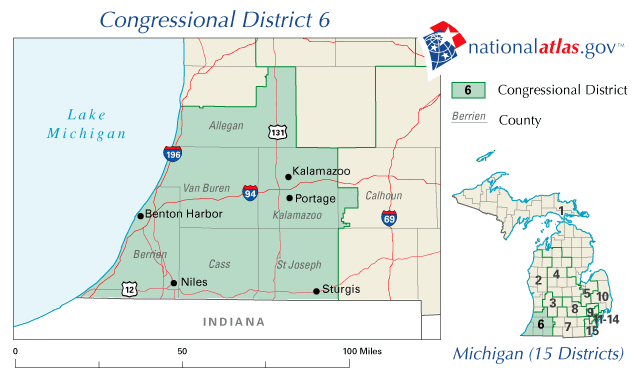
2003 - 2013

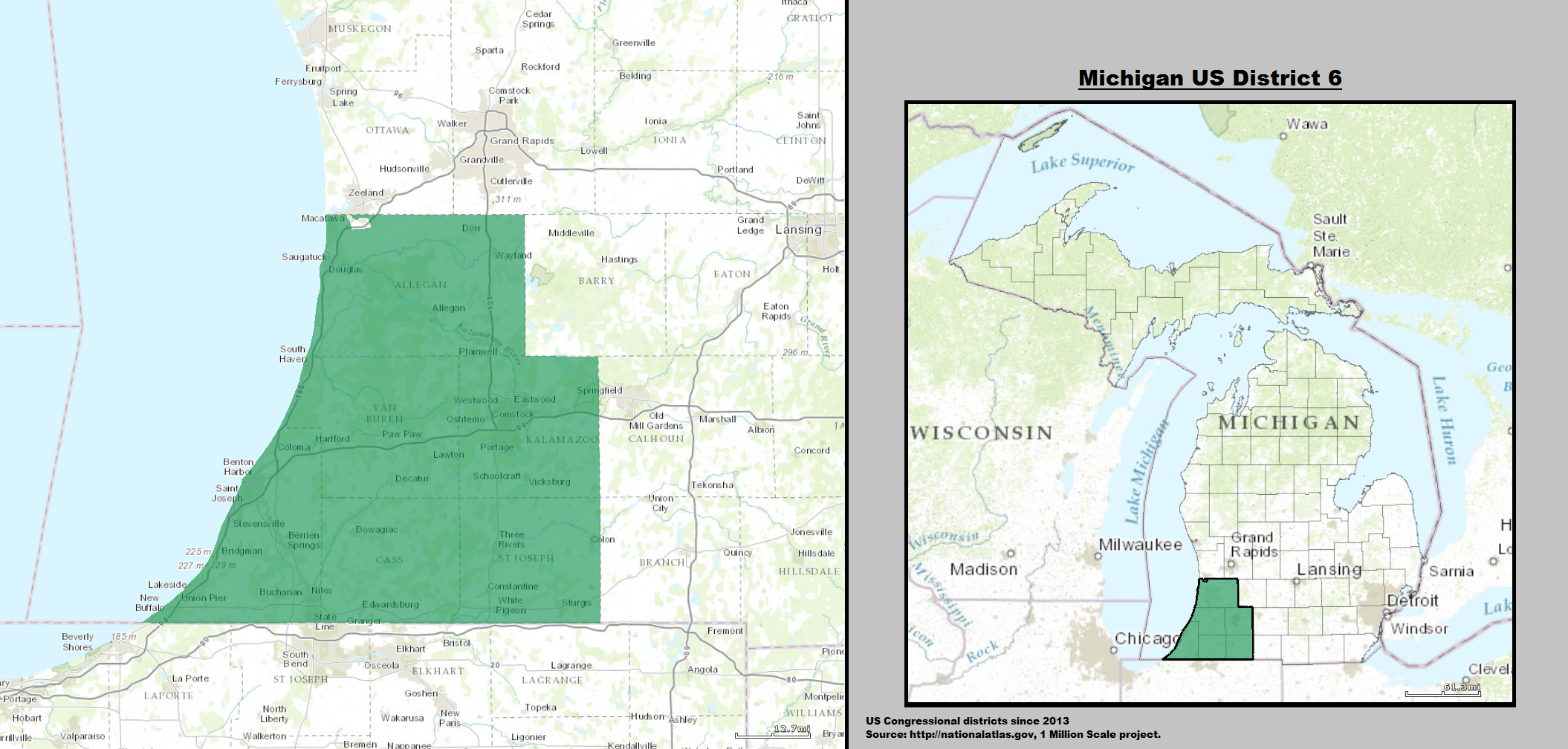
2013 - 2023

### 2004
| Élection de 2004 du 6e district congressionnel du Michigan | Élection de 2004 du 6e district congressionnel du Michigan | Élection de 2004 du 6e district congressionnel du Michigan | Élection de 2004 du 6e district congressionnel du Michigan | Élection de 2004 du 6e district congressionnel du Michigan |
| ---------------------------------------------------------- | ---------------------------------------------------------- | ---------------------------------------------------------- | ---------------------------------------------------------- | ---------------------------------------------------------- |
| Parti                                                      | Parti                                                      | Candidat                                                   | Votes                                                      | %                                                          |
|                                                            | Républicain                                                | Fred Upton (sortant)                                       | 197 425                                                    | 65,34                                                      |
|                                                            | Démocrate                                                  | Scott Elliott                                              | 97 978                                                     | 32,43                                                      |
|                                                            | Vert                                                       | Randall MacPhee                                            | 2 311                                                      | 0,76                                                       |
|                                                            | Libertarien                                                | Erwin J. Haas                                              | 2 275                                                      | 0,75                                                       |
|                                                            | US Taxpayers                                               | Dennis W. FitzSimons                                       | 2 169                                                      | 0,72                                                       |
| Total des votes                                            | Total des votes                                            | Total des votes                                            | 302 158                                                    | 100                                                        |
|                                                            | Les Républicains conservent                                |                                                            |                                                            |                                                            |

### 2006
| Élection de 2006 du 6e district congressionnel du Michigan | Élection de 2006 du 6e district congressionnel du Michigan | Élection de 2006 du 6e district congressionnel du Michigan | Élection de 2006 du 6e district congressionnel du Michigan | Élection de 2006 du 6e district congressionnel du Michigan |
| ---------------------------------------------------------- | ---------------------------------------------------------- | ---------------------------------------------------------- | ---------------------------------------------------------- | ---------------------------------------------------------- |
| Parti                                                      | Parti                                                      | Candidat                                                   | Votes                                                      | %                                                          |
|                                                            | Républicain                                                | Fred Upton (sortant)                                       | 142 125                                                    | 60,59                                                      |
|                                                            | Démocrate                                                  | Kim Clark                                                  | 88 978                                                     | 37,93                                                      |
|                                                            | Libertarien                                                | Kenneth E. Howe                                            | 3 480                                                      | 1,48                                                       |
| Total des votes                                            | Total des votes                                            | Total des votes                                            | 234 583                                                    | 100                                                        |
|                                                            | Les Républicains conservent                                |                                                            |                                                            |                                                            |

### 2008
| Élection de 2008 du 6e district congressionnel du Michigan | Élection de 2008 du 6e district congressionnel du Michigan | Élection de 2008 du 6e district congressionnel du Michigan | Élection de 2008 du 6e district congressionnel du Michigan | Élection de 2008 du 6e district congressionnel du Michigan |
| ---------------------------------------------------------- | ---------------------------------------------------------- | ---------------------------------------------------------- | ---------------------------------------------------------- | ---------------------------------------------------------- |
| Parti                                                      | Parti                                                      | Candidat                                                   | Votes                                                      | %                                                          |
|                                                            | Républicain                                                | Fred Upton (sortant)                                       | 188 157                                                    | 58,86                                                      |
|                                                            | Démocrate                                                  | Don Cooney                                                 | 123 257                                                    | 38,56                                                      |
|                                                            | Libertarien                                                | Greg Merle                                                 | 4 720                                                      | 1,48                                                       |
|                                                            | Vert                                                       | Edward Pinkney                                             | 3 512                                                      | 1,10                                                       |
| Total des votes                                            | Total des votes                                            | Total des votes                                            | 319 646                                                    | 100                                                        |
|                                                            | Les Républicains conservent                                |                                                            |                                                            |                                                            |

### 2010
| Élection de 2010 du 6e district congressionnel du Michigan | Élection de 2010 du 6e district congressionnel du Michigan | Élection de 2010 du 6e district congressionnel du Michigan | Élection de 2010 du 6e district congressionnel du Michigan | Élection de 2010 du 6e district congressionnel du Michigan |
| ---------------------------------------------------------- | ---------------------------------------------------------- | ---------------------------------------------------------- | ---------------------------------------------------------- | ---------------------------------------------------------- |
| Parti                                                      | Parti                                                      | Candidat                                                   | Votes                                                      | %                                                          |
|                                                            | Républicain                                                | Fred Upton (sortant)                                       | 123 142                                                    | 61,98                                                      |
|                                                            | Démocrate                                                  | Don Cooney                                                 | 66 729                                                     | 33,58                                                      |
|                                                            | US Taxpayers                                               | Melvin D. Valkner                                          | 3 672                                                      | 1,85                                                       |
|                                                            | Libertarien                                                | Fred Strand                                                | 3 369                                                      | 1,70                                                       |
|                                                            | Vert                                                       | Pat Foster                                                 | 1 784                                                      | 0,90                                                       |
| Total des votes                                            | Total des votes                                            | Total des votes                                            | 198 696                                                    | 100                                                        |
|                                                            | Les Républicains conservent                                |                                                            |                                                            |                                                            |

### 2012
| Élection de 2012 du 6e district congressionnel du Michigan | Élection de 2012 du 6e district congressionnel du Michigan | Élection de 2012 du 6e district congressionnel du Michigan | Élection de 2012 du 6e district congressionnel du Michigan | Élection de 2012 du 6e district congressionnel du Michigan |
| ---------------------------------------------------------- | ---------------------------------------------------------- | ---------------------------------------------------------- | ---------------------------------------------------------- | ---------------------------------------------------------- |
| Parti                                                      | Parti                                                      | Candidat                                                   | Votes                                                      | %                                                          |
|                                                            | Républicain                                                | Fred Upton (sortant)                                       | 174 955                                                    | 54,6                                                       |
|                                                            | Démocrate                                                  | Mike O'Brien                                               | 136 563                                                    | 42,6                                                       |
|                                                            | Libertarien                                                | Christie Gelineau                                          | 6 366                                                      | 2,1                                                        |
|                                                            | Indépendant                                                | Jason Gatties                                              | 2 591                                                      | 0,7                                                        |
| Total des votes                                            | Total des votes                                            | Total des votes                                            | 320 475                                                    | 100                                                        |
|                                                            | Les Républicains conservent                                |                                                            |                                                            |                                                            |

### 2014
| Élection de 2014 du 6e district congressionnel du Michigan | Élection de 2014 du 6e district congressionnel du Michigan | Élection de 2014 du 6e district congressionnel du Michigan | Élection de 2014 du 6e district congressionnel du Michigan | Élection de 2014 du 6e district congressionnel du Michigan |
| ---------------------------------------------------------- | ---------------------------------------------------------- | ---------------------------------------------------------- | ---------------------------------------------------------- | ---------------------------------------------------------- |
| Parti                                                      | Parti                                                      | Candidat                                                   | Votes                                                      | %                                                          |
|                                                            | Républicain                                                | Fred Upton (sortant)                                       | 116 801                                                    | 55,9                                                       |
|                                                            | Démocrate                                                  | Paul Clements                                              | 84 391                                                     | 40,4                                                       |
|                                                            | Libertarien                                                | Erwin Haas                                                 | 5 530                                                      | 2,6                                                        |
|                                                            | Vert                                                       | John Lawrence                                              | 2 254                                                      | 1,1                                                        |
| Total des votes                                            | Total des votes                                            | Total des votes                                            | 208 976                                                    | 100                                                        |
|                                                            | Les Républicains conservent                                |                                                            |                                                            |                                                            |

### 2016
| Élection de 2016 du 6e district congressionnel du Michigan | Élection de 2016 du 6e district congressionnel du Michigan | Élection de 2016 du 6e district congressionnel du Michigan | Élection de 2016 du 6e district congressionnel du Michigan | Élection de 2016 du 6e district congressionnel du Michigan |
| ---------------------------------------------------------- | ---------------------------------------------------------- | ---------------------------------------------------------- | ---------------------------------------------------------- | ---------------------------------------------------------- |
| Parti                                                      | Parti                                                      | Candidat                                                   | Votes                                                      | %                                                          |
|                                                            | Républicain                                                | Fred Upton (sortant)                                       | 193 259                                                    | 58,6                                                       |
|                                                            | Démocrate                                                  | Paul Clements                                              | 119 980                                                    | 36,5                                                       |
|                                                            | Libertarien                                                | Lorence Wenke                                              | 16 248                                                     | 4,9                                                        |
|                                                            | Indépendant                                                | Richard Miller Overton (write-in)                          | 78                                                         | 0,0                                                        |
| Total des votes                                            | Total des votes                                            | Total des votes                                            | 329 565                                                    | 100                                                        |
|                                                            | Les Républicains conservent                                |                                                            |                                                            |                                                            |

### 2018
| Élection de 2018 du 6e district congressionnel du Michigan | Élection de 2018 du 6e district congressionnel du Michigan | Élection de 2018 du 6e district congressionnel du Michigan | Élection de 2018 du 6e district congressionnel du Michigan | Élection de 2018 du 6e district congressionnel du Michigan |
| ---------------------------------------------------------- | ---------------------------------------------------------- | ---------------------------------------------------------- | ---------------------------------------------------------- | ---------------------------------------------------------- |
| Parti                                                      | Parti                                                      | Candidat                                                   | Votes                                                      | %                                                          |
|                                                            | Républicain                                                | Fred Upton (sortant)                                       | 147 436                                                    | 50,2                                                       |
|                                                            | Démocrate                                                  | Matt Longjohn                                              | 134 082                                                    | 45,7                                                       |
|                                                            | Constitution                                               | Stephen Young                                              | 11 920                                                     | 4,1                                                        |
| Total des votes                                            | Total des votes                                            | Total des votes                                            | 293 438                                                    | 100                                                        |
|                                                            | Les Républicains conservent                                |                                                            |                                                            |                                                            |

### 2020
| Élection de 2020 du 6e district congressionnel du Michigan | Élection de 2020 du 6e district congressionnel du Michigan | Élection de 2020 du 6e district congressionnel du Michigan | Élection de 2020 du 6e district congressionnel du Michigan | Élection de 2020 du 6e district congressionnel du Michigan |
| ---------------------------------------------------------- | ---------------------------------------------------------- | ---------------------------------------------------------- | ---------------------------------------------------------- | ---------------------------------------------------------- |
| Parti                                                      | Parti                                                      | Candidat                                                   | Votes                                                      | %                                                          |
|                                                            | Républicain                                                | Fred Upton (sortant)                                       | 211 496                                                    | 55,8                                                       |
|                                                            | Démocrate                                                  | Jon Hoadley                                                | 152 085                                                    | 40,1                                                       |
|                                                            | Libertarien                                                | Jeff DePoy                                                 | 10 399                                                     | 2,7                                                        |
|                                                            | Vert                                                       | John Lawrence                                              | 4 440                                                      | 1,2                                                        |
|                                                            | Indépendant                                                | Jerry Solis (write-in)                                     | 560                                                        | 0,2                                                        |
| Total des votes                                            | Total des votes                                            | Total des votes                                            | 378 980                                                    | 100                                                        |
|                                                            | Les Républicains conservent                                |                                                            |                                                            |                                                            |

### 2022
| Primaire Républicaine de 2022 du 6e district congressionnel du Michigan | Primaire Républicaine de 2022 du 6e district congressionnel du Michigan | Primaire Républicaine de 2022 du 6e district congressionnel du Michigan | Primaire Républicaine de 2022 du 6e district congressionnel du Michigan | Primaire Républicaine de 2022 du 6e district congressionnel du Michigan |
| ----------------------------------------------------------------------- | ----------------------------------------------------------------------- | ----------------------------------------------------------------------- | ----------------------------------------------------------------------- | ----------------------------------------------------------------------- |
| Parti                                                                   | Parti                                                                   | Candidat                                                                | Votes                                                                   | %                                                                       |
|                                                                         | Républicain                                                             | Whittney Williams                                                       | 30 564                                                                  | 53,7                                                                    |
|                                                                         | Républicain                                                             | Hima Kolanagireddy                                                      | 26 371                                                                  | 46,3                                                                    |

| Primaire Démocrate de 2022 du 6e district congressionnel du Michigan | Primaire Démocrate de 2022 du 6e district congressionnel du Michigan | Primaire Démocrate de 2022 du 6e district congressionnel du Michigan | Primaire Démocrate de 2022 du 6e district congressionnel du Michigan | Primaire Démocrate de 2022 du 6e district congressionnel du Michigan |
| -------------------------------------------------------------------- | -------------------------------------------------------------------- | -------------------------------------------------------------------- | -------------------------------------------------------------------- | -------------------------------------------------------------------- |
| Parti                                                                | Parti                                                                | Candidat                                                             | Votes                                                                | %                                                                    |
|                                                                      | Démocrate                                                            | Debbie Dingell (sortante)                                            | 102 859                                                              | 100%                                                                 |

| Élection de 2022 du 6e district congressionnel du Michigan | Élection de 2022 du 6e district congressionnel du Michigan | Élection de 2022 du 6e district congressionnel du Michigan | Élection de 2022 du 6e district congressionnel du Michigan | Élection de 2022 du 6e district congressionnel du Michigan |
| ---------------------------------------------------------- | ---------------------------------------------------------- | ---------------------------------------------------------- | ---------------------------------------------------------- | ---------------------------------------------------------- |
| Parti                                                      | Parti                                                      | Candidat                                                   | Votes                                                      | %                                                          |
|                                                            | Démocrate                                                  | Debbie Dingell (sortante)                                  | 241 759                                                    | 65,9                                                       |
|                                                            | Républicain                                                | Whittney Williams                                          | 125 167                                                    | 34,1                                                       |
|                                                            | Write-In                                                   | Write-In                                                   | 1                                                          | 0,0                                                        |
| Total des votes                                            | Total des votes                                            | Total des votes                                            | 366 927                                                    | 100                                                        |
|                                                            | Les Démocrates conservent                                  |                                                            |                                                            |                                                            |

### 2024
| Primaire Démocrate de 2024 du 6e district congressionnel du Michigan | Primaire Démocrate de 2024 du 6e district congressionnel du Michigan | Primaire Démocrate de 2024 du 6e district congressionnel du Michigan | Primaire Démocrate de 2024 du 6e district congressionnel du Michigan | Primaire Démocrate de 2024 du 6e district congressionnel du Michigan |
| -------------------------------------------------------------------- | -------------------------------------------------------------------- | -------------------------------------------------------------------- | -------------------------------------------------------------------- | -------------------------------------------------------------------- |
| Parti                                                                | Parti                                                                | Candidat                                                             | Votes                                                                | %                                                                    |
|                                                                      | Démocrate                                                            | Debbie Dingell (sortante)                                            | 102 859                                                              | 100%                                                                 |

| Primaire Républicaine de 2024 du 6e district congressionnel du Michigan | Primaire Républicaine de 2024 du 6e district congressionnel du Michigan | Primaire Républicaine de 2024 du 6e district congressionnel du Michigan | Primaire Républicaine de 2024 du 6e district congressionnel du Michigan | Primaire Républicaine de 2024 du 6e district congressionnel du Michigan |
| ----------------------------------------------------------------------- | ----------------------------------------------------------------------- | ----------------------------------------------------------------------- | ----------------------------------------------------------------------- | ----------------------------------------------------------------------- |
| Parti                                                                   | Parti                                                                   | Candidat                                                                | Votes                                                                   | %                                                                       |
|                                                                         | Républicain                                                             | Heather Smiley                                                          | 30 564                                                                  | 53,7                                                                    |

| Élection de 2024 du 6e district congressionnel du Michigan | Élection de 2024 du 6e district congressionnel du Michigan | Élection de 2024 du 6e district congressionnel du Michigan | Élection de 2024 du 6e district congressionnel du Michigan | Élection de 2024 du 6e district congressionnel du Michigan |
| ---------------------------------------------------------- | ---------------------------------------------------------- | ---------------------------------------------------------- | ---------------------------------------------------------- | ---------------------------------------------------------- |
| Parti                                                      | Parti                                                      | Candidat                                                   | Votes                                                      | %                                                          |
|                                                            | Démocrate                                                  | Debbie Dingell (sortante)                                  | 281 162                                                    | 62,0                                                       |
|                                                            | Républicain                                                | Heather Smiley                                             | 158 658                                                    | 35,0                                                       |
|                                                            | Vert                                                       | Clyde Shabazz                                              | 7963                                                       | 1,8                                                        |
|                                                            | Libertarien                                                | Bill Krebaum                                               | 5523                                                       | 1,2                                                        |
| Total des votes                                            | Total des votes                                            | Total des votes                                            | 453 306                                                    | 100                                                        |
|                                                            | Les Démocrates conservent                                  |                                                            |                                                            |                                                            |